# Počaply (Sezemice)
Počaply je vesnice, část města Sezemice v okrese Pardubice. Nachází se asi 1,5 km na západ od Sezemic. V roce 2009 zde bylo evidováno 138 adres. V roce 2001 zde trvale žilo 118 obyvatel.
Počaply leží v katastrálním území Počaply nad Loučnou o rozloze 2,16 km2. V katastrálním území Počaply nad Loučnou leží i Sezemice.